# 加蓬总理
加蓬总理，是加蓬共和国政府首脑。
加蓬独立后常常实行总统制，政府首脑由加蓬总统兼任，1975年后加蓬总理恢复设置。2025年4月13日重新废除。

## 加蓬总理
| 任期                                     | 照片                      | 名                                    | 政党                | 备注                    |
| ---------------------------------------- | ------------------------- | ------------------------------------- | ------------------- | ----------------------- |
| 加蓬自治共和国                           |                           |                                       |                     |                         |
| 1957年5月21日－1958年7月26日             |                           | 莱昂·姆巴，政府委员会副主席           | 加蓬民主阵营（BDG） |                         |
| 1958年7月26日－1958年11月28日            | 莱昂·姆巴，政府委员会主席 |                                       | 加蓬民主阵营（BDG） |                         |
| 1958年11月28日－1959年2月27日            | 莱昂·姆巴，临时政府主席   |                                       | 加蓬民主阵营（BDG） |                         |
| 1959年2月27日－1960年8月17日             | 莱昂·姆巴，总理           |                                       | 加蓬民主阵营（BDG） |                         |
| 加蓬共和国（République Gabonaise）       |                           |                                       |                     |                         |
| 1960年8月17日－1961年2月21日             |                           | 莱昂·姆巴，总理                       | 加蓬民主阵营（BDG） | 从1960年8月17日成为总统 |
| 職務取消（1961年2月21日－1975年4月16日） |                           |                                       | 加蓬民主阵营（BDG） |                         |
| 1975年4月16日－1990年5月3日              |                           | 莱昂·梅比亚梅，总理                   | 加蓬民主党（PDG）   |                         |
| 1990年5月3日－1994年11月2日              |                           | 卡西米尔·奥耶-姆巴，总理              | 無黨籍              |                         |
| 1994年11月2日－1999年1月23日             |                           | 保兰·奥巴梅-恩圭马，总理              | 加蓬民主党（PDG）   |                         |
| 1999年1月23日－2006年1月20日             |                           | 让-弗朗索瓦·恩图图梅·埃马内，总理     | 加蓬民主党（PDG）   |                         |
| 2006年1月20日－2009年7月17日             |                           | 让·埃耶格·恩东，总理                  | 加蓬民主党（PDG）   |                         |
| 2009年7月17日－2012年2月27日             |                           | 保罗·比约格·姆巴，总理                | 加蓬民主党（PDG）   |                         |
| 2012年2月27日－2014年1月27日             |                           | 雷蒙·恩东·希马总理                    | 加蓬民主党（PDG）   |                         |
| 2014年1月27日－2016年9月28日             |                           | 丹尼尔·欧纳·翁多，总理                | 加蓬民主党（PDG）   |                         |
| 2016年9月28日－2019年1月12日             |                           | 埃馬紐埃爾·伊索澤-恩貢戴，总理        | 加蓬民主党（PDG）   |                         |
| 2019年1月12日－2020年7月16日             |                           | 朱利安·恩科格·貝卡萊，总理            | 加蓬民主党（PDG）   |                         |
| 2020年7月16日－2023年1月9日              |                           | 罗丝·克里斯蒂亚娜·奥苏卡·拉蓬达，總理 |                     |                         |
| 2023年1月9日－2023年8月30日              |                           | 阿蘭·克勞德·比利·比·恩澤，總理        |                     |                         |
| 2023年9月7日-2025年4月13日               |                           | 雷蒙·恩东·希马过渡总理                | 加蓬民主黨          |                         |